# Louis Trintignant
Louis Aimé Trintignant, francoski dirkač, * 17. maj 1903, Châteauneuf-du-Pape, Provansa, Francija, † 20. maj 1933, Péronne, Pikardija, Francija.
Louis Trintignant se je rodil 17. maja 1903 v mestu Châteauneuf-du-Pape, Provansa, in je starejši brat bolj uveljavljenega dirkača Maurica. Dirkal je le občasno, v svojem rodnem kraju se je ukvarjal tudi z vinarstvom. Resneje je začel dirkati v sezoni 1932, ko je z dirkalnikom Bugatti T35C dosegel drugo mesto na dirki za Veliko nagrado Provanse, četrto mesto na dirki za Veliko nagrado Antibesa in peti mesti na dirkah za Veliko nagrado Orana in Veliko nagrado Nice. Sezono 1933 je začel s šestim mestom na dirki Grand Prix de Pau, 20. maja pa se je smrtno ponesrečil na treningu pred dirko za Veliko nagrado Pikardije,  katera je zahtevala na dan dirke še življenje Trintignantovega rojaka Guya Bouriata.